# Калоян Илиев
Калоян Ангелов Илиев е български политик и икономист, бивш общински съветник от ГЕРБ в Ихтиман (2007 – 2011), кмет на Ихтиман от 2011 г.

## Биография
Калоян Илиев е роден на 8 октомври 1980 г. в град Ихтиман, Народна република България. През 1994 – 1995 г. учи в гимназия „Саутгейт Андерсън“ в Саутгейт, щата Мичиган, САЩ. Получава магистърска степен по маркетинг и икономика от Бургаския свободен университет.
Бил е управител на ЕТ „Кала-2000-К. Илиев“ (2000 – 2003), „КАИ-2003“ ЕООД (2003 – 2010). От 2010 г. до ноември 2011 г. е ръководител офис на ДЗИ-ОЗ Ихтиман.

### Политическа дейност
На местните избори през 2007 г. е избран за общински съветник от ГЕРБ в община Ихтиман. Като общински съветник е член на постоянните комисии „Контрол по строителство“ и „Икономическа комисия“. Член на управителен съвет на ФК „Ботев-1937“, Ихтиман.
На местните избори през 2011 г. е кандидат за кмет на община Ихтиман, издигнат от ГЕРБ. На проведения първи тур се нарежда втори, като получава 2234 гласа (или 26,29%) и се явява на балотаж с Маргарита Петкова от БСП с 2555 гласа (или 30,06%). Печели на втори тур с 4805 гласа (или 52,77%).
На местните избори през 2015 г. е избран от първи тур за кмет на община Ихтиман, издигнат от ГЕРБ. На проведения първи тур той получава 4770 гласа (или 51,60%), втора след него е Маргарита Петкова от БСП с 1794 гласа (или 19,41%).
На местните избори през 2019 г. е избран от първи тур за кмет на община Ихтиман, издигнат от ГЕРБ. На проведения първи тур той получава 5563 гласа (или 74,21%), втори след него е Иванко Пандезов от БСП за България с 1473 гласа (или 19,65%).